# 初節句

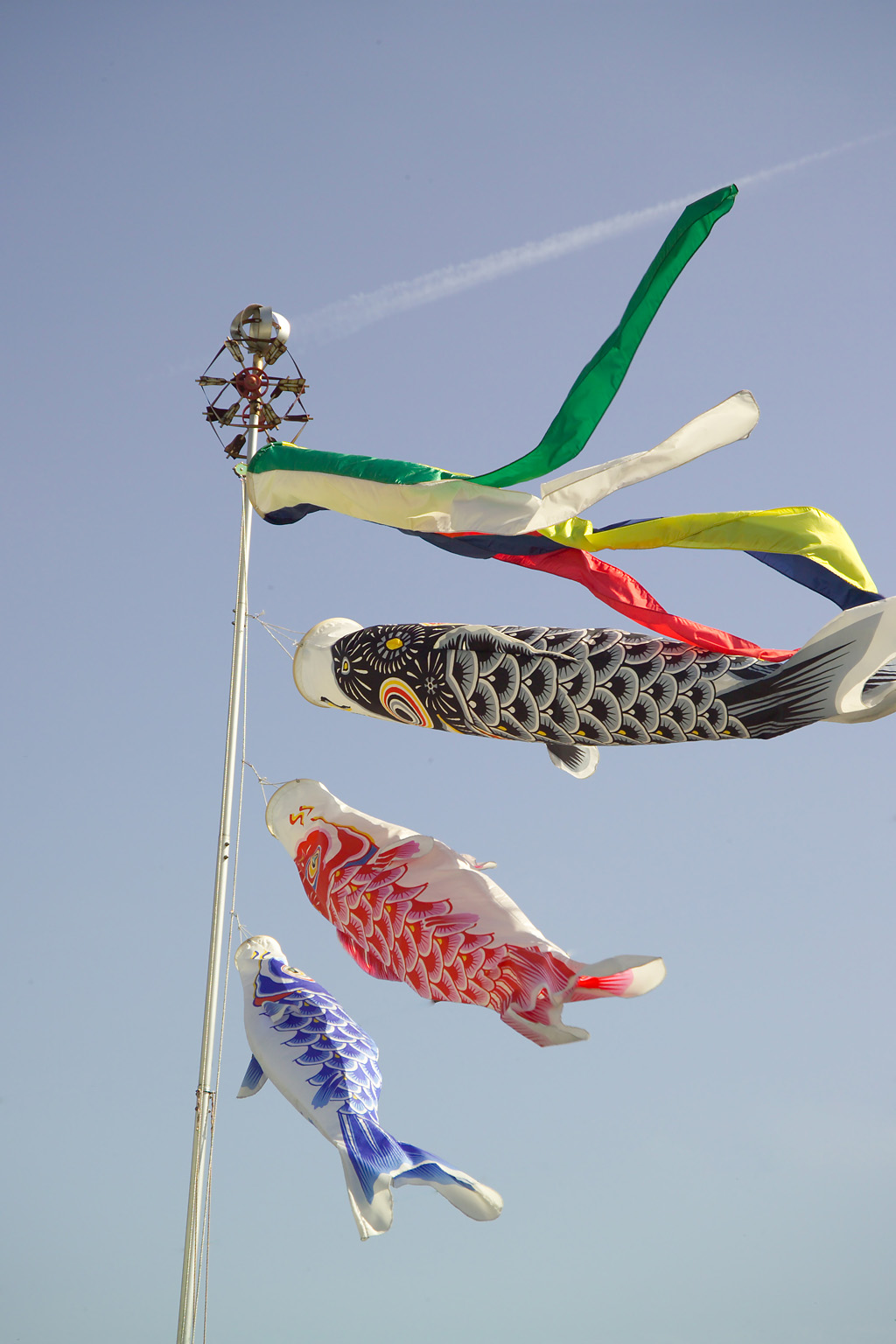
鯉幟

初節句（はつぜっく、はつのせっく）は、子供が生まれて最初に迎える、特定の節句である。
男の子なら最初の端午（5月5日、こどもの日）、女の子なら最初の上巳（3月3日、雛祭り・桃の節句）が祝われる。終戦前後までは旧暦でおこなわれていたが、現在は新暦が普通である。
かつては（社会通念上）家督を継ぐべき長男の初節句は親族総出で雛祭り以上に盛大に祝われたが、近年では家意識の衰退に伴い次子との差をつけることはほとんど見られなくなった。

## 習俗
親戚縁者や、仲人・名付け親などが招かれる。
今後毎年節句に飾ることになる五月人形・鎧兜・こいのぼりや雛人形などが用意され、最初に飾られる。お祝いとして贈られることもある。
子供には陣羽織が着せられる。

## 季語
「初節句」は夏の季語である（男の子の初節句が主と考えられているため）。